# 細川利愛
細川 利愛（ほそかわ としちか）は、肥後新田藩の第8代藩主。

## 生涯
天明8年（1788年）7月8日、第6代藩主・細川利庸の次男として生まれる。文化6年（1809年）9月に兄で第7代藩主の利国の養子となり、文化7年（1810年）に兄が死去したため跡を継いだ。同年12月に従五位下、采女正に叙任する。天保4年（1833年）11月8日、病気を理由に兄の長男・利用を養子として跡を継がせて隠居し、天保12年（1841年）7月4日に死去した。享年54。

## 四男・倫親
四男の倫親は利愛が41歳のときの子で、「四十二の二つ子」の風習（男の大厄である42歳の時に2歳になる男児は親を殺すと言い伝えから養子に出す習わし）により、細川家の家老・緒方十左衛門の養子となった。その際、倫親には終身5人扶持と年5両の衣服料が細川家から下賜されるとの約束がなされ実行されていたが、明治4年（1871年）の廃藩置県を契機に、三男で細川家当主の細川利永はその約束を反故にして倫親への扶助を打ち切ったため、生活困窮に陥った倫親は3人の娘を奉公に出した。そのうちの一人が宮武外骨の女中（のちに妻）となり、窮状を見かねた外骨は倫親への支払いを利永に訴え出るという騒ぎを起こした（細川家事件）。

## 系譜
父母
- 細川利庸（実父）
- 恵明院 - 白鳥氏、側室（実母）
- 細川利国（養父）

正室
- 明姫、方子 - 戸田氏庸の娘

側室
- 山川氏
- ミネ
- ミチ

子女
- 細川利正（長男）
- （次男）
- 細川利永（三男） 生母は山川氏
- 緒方倫親（四男） 生母は山川氏
- （五男）
- （六男）

養子
- 細川利用 - 細川利国の長男